# Georges Dubois (Turner)
Georges Dubois (* 19. Jahrhundert; † 20. Jahrhundert) war ein französischer Kunstturner.

## Biografie
Georges Dubois nahm an den Olympischen Sommerspielen 1900 in Paris teil. Im Einzelmehrkampf belegte er den 70. Platz.